# Words of Love
«Words of Love» (с англ. — «Слова любви») — песня, написанная американским автором Бадди Холли и выпущенная им же в 1957 году в виде сингла. Песня неоднократно перепевалась многими исполнителями. Наиболее известны версии канадского квартета The Diamonds (их версия достигла 13-й позиции в чарте Billboard Hot 100) и группы «Битлз».

## Версия «Битлз»
Участники группы были большими поклонниками творчества Бадди Холли. Кроме данной композиции в их живом репертуаре находилось ещё множество других песен данного автора. Испытывая недостаток в музыкальном материале при работе над альбомом Beatles for Sale, группа решила записать кавер-версию данной композиции.
Запись композиции состоялась 18 октября 1964 года на студии «Эбби Роуд» (в ту же сессию музыканты записали ещё и шесть других песен для альбома). В общей сложности было записано два полных дубля, дополнительно были дозаписаны голосовые партии. Примечательно, что Ринго Старр кроме игры на ударной установке при записи данной композиции отбивал удары ещё и по чемодану (так было задумано, чтобы достичь звука, похожего на тот, что звучал в композиции Холли «Everyday»).
В записи участвовали:
- Джон Леннон — основной вокал, ритм-гитара
- Пол Маккартни — вокал, бас-гитара
- Джордж Харрисон — вокал, соло-гитара
- Ринго Старр — ударные, чемодан

Кроме альбома Beatles for Sale песня вышла также на американском альбоме группы Beatles VI и на мини-альбоме Beatles for Sale (No. 2).

## Другие кавер-версии
- Американская группа Shoes записала кавер-версию песни для трибьют-альбома Everyday Is A Holly-Day (1989).
- Патти Смит записала кавер-версию песни для трибьют-альбома Rave on Buddy Holly (2011).
- Джефф Линн записал кавер-версию песни для трибьют-альбома Listen to Me: Buddy Holly (2011).